# Комиссия НКВД и прокурора СССР
Коми́ссия НКВД и Прокуро́ра СССР — внесудебный и, следовательно, неправосудный орган, проводивший массовые политические репрессии в СССР в 1937—1938 годах. В комиссию входило два человека: Народный комиссар внутренних дел СССР и Прокурор СССР (или их заместители). Известна также как «большая двойка» или просто «двойка». Комиссия утверждала «расстрельные списки».
Решения комиссии оформлялись протоколами-списками, в которых указывались фамилия, имя и отчество, дата и место рождения, гражданство и приговор («расстрелять»). Комиссия НКВД и Прокурора СССР вынесла решения о расстрелах десятков тысяч советских граждан. Только 29 декабря 1937 года Нарком внутренних дел Н. Ежов и Прокурор СССР А. Я. Вышинский, рассмотрев списки на 1000 человек, приговорили к расстрелу 992 человека. 10 января 1938 года рассмотрели списки на 1667 человек, 14 января — на 1569 человек, 15 января — на 1884 человека, 16 января — на 1286 человек, 21 января — на 2164 человека.